# Ocotea atlantica
Ocotea atlantica är en lagerväxtart som beskrevs av Van der Werff. Ocotea atlantica ingår i släktet Ocotea och familjen lagerväxter. Inga underarter finns listade i Catalogue of Life.